# Sépulture de Bad Dürrenberg
La sépulture de Bad Dürrenberg est une tombe mésolithique datée d'environ 6600 av. J.-C. et située à Bad Dürrenberg, dans le Land de Saxe-Anhalt, en Allemagne. Découverte en 1934, elle contient les restes d'une femme âgée d'une trentaine d'années surnommée la chamane de Bad Dürrenberg et d'un bébé. Très richement décorée, remplie de très nombreux objets artisanaux et de centaines de restes d'animaux, dont un cerf entier et une carapace de tortue,.

## Situation
La tombe se situe au bord de la rivière Saale, à Bad Dürrenberg, dans un lieu connu pour ses eaux salées utilisées pour la production de sel et, depuis le début du XIXe siècle à des fins de thermalisme. Il est possible que la présence de sel ait été connue depuis la Préhistoire et qu'elle explique la présence de cette riche tombe en ce lieu. Le site ne comporte qu'une tombe isolée, sans trace de campement à proximité, mais il est possible qu'un camp ait existé dans le passé et ait été détruit par l'érosion due à la rivière. À environ 2 km au sud-ouest se trouve un site comportant des éclats de silex mésolithiques
Actuellement, le site entourant la tombe est un parc (Kurpark Bad Dürrenberg) aménagé.

## Historique

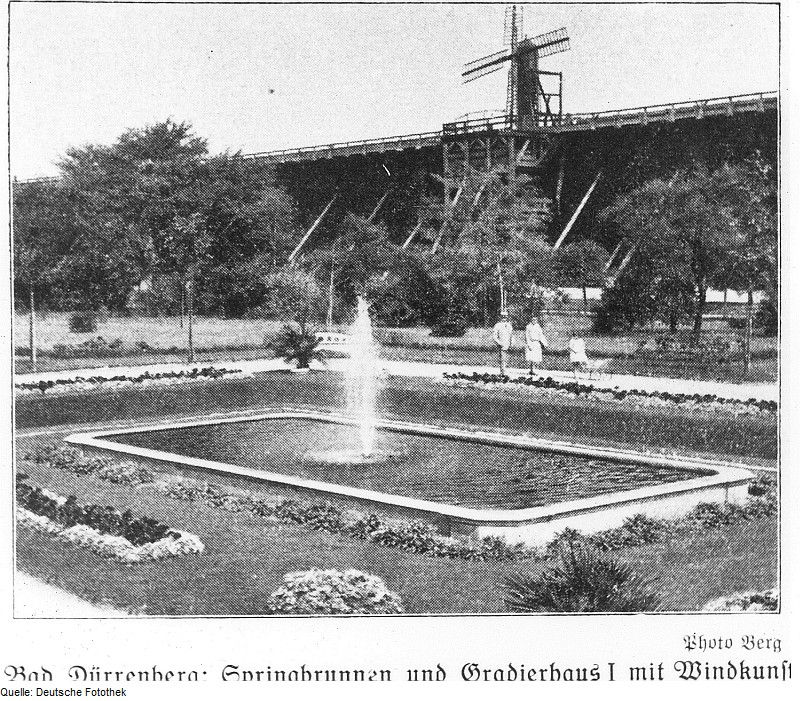
Le parc en 1933.

La tombe est découverte et fouillée le 4 mai 1934, lors de travaux de drainage du parc.
Une nouvelle campagne de fouilles effectuée entre les mois d’août et décembre 2020 par une équipe de l’Office d’Etat pour l’archéologie et la préservation des monuments (de) du musée de Halle-sur-Saale, en Saxe-Anhalt (Allemagne), a permis d'apporter des précisions sur la découverte initiale.

## La Dame de Bad Dürrenberg
Le squelette trouvé dans la tombe a été daté par le carbone 14 entre 7080 et 6230 av. J.-C..
La femme inhumée, âgée de 25 à 35 ans au moment de sa mort, présente des déformations du foramen magnum (trou dans l'os occipital à la base du crâne) et de la première vertèbre. Ces anomalies, probablement invisibles pour ses contemporains, pourraient avoir entraîné des problèmes neuropsychiatriques. Les cas modernes étudiés qui lui sont semblables ont montré des gênes (démangeaisons, fourmillements) allant jusqu'à de violents maux de tête, du cou et des épaules ou des troubles de la vision. Elle pouvait aussi souffrir de perte de contrôle de ses mouvements, de crises de perte de conscience ou de conscience altérée. Ses comportements anormaux, éventuellement mieux maîtrisés avec l'âge, ont pu la conduire à devenir chamane ou du moins une personne de haut rang à qui l'on prêtait des pouvoirs surnaturels.
Elle présente également une usure anormalement élevée des incisives centrales supérieures. Selon les dernières recherches,  Il semblerait  que cela lui ait été  fait  de façon  volontaire (pas une usure naturelle). L'inflammation due au percement  des dents se serait ensuite soignée.

## Mobilier funéraire
Dans la tombe se trouvait un morceau de craie rouge de 30 g avec une surface râpée. Un morceau de schiste plat et triangulaire et une pièce d’ardoise ovale avaient servi à frotter la craie. Deux fragments de crâne et des fragments de trois demi-mandibules de cerfs auraient pu être portés sur la tête de la défunte ou attachés à ses vêtements.
Plus de 100 restes de squelettes de castors, cerfs, grues, chevreuils, sangliers et bisons, ainsi que des fragments de carapace d’au moins trois tortues des marais, et environ 120 fragments de coquillages à perles de rivière ont peut-être été déposés à travers des rituels.
Dans l’os long d’une grue, il y avait 29 petits morceaux de silex taillés, appelés microlithes, typiques du Mésolithique. Il s’agit d’incrustations de petits silex dans des outils en bois ou en os, dits ainsi composites. Parmi d'autres vestiges, on peut encore citer un outil en quartz, une hache plate en schiste noir, une bordure d’appareil avec trou de tige en bois de cerf, quatre percuteurs tendres et une pointe osseuse de 22,1 cm de long.
Les ornements étaient constitués de plus de 20 incisives de sanglier et de bison et de deux plaques de décoration de sangliers. Elles avaient été perforées et portées en collier ou en pendentif sur les vêtements. Environ 40 dents de cerf et de bison n’ont pas de perforation.